# Nicolas von Rosenbach
 (novembre 2015).
Si vous disposez d'ouvrages ou d'articles de référence ou si vous connaissez des sites web de qualité traitant du thème abordé ici, merci de compléter l'article en donnant les références utiles à sa vérifiabilité et en les liant à la section « Notes et références ».
Nicolas von Rosenbach (en russe : Николай Оттонович фон Розенбах), né le 12 juin 1836 et décédé le 5 mai 1901 , fut le gouverneur du Turkestan russe du 21 février 1884 au 28 octobre 1889.
On lui doit le prolongement de la voie ferrée de Transcaspienne jusqu'à Samarcande, ainsi que le début des travaux en direction de Tachkent.